# Marjatta Rautio
Malmi Marjatta Rautio, född 18 oktober 1944 i Helsingfors, död där 1 december 2014, var en finländsk kemist.
Rautio blev farmacie doktor 1976. Hon var 1994–2003 ledare för Verifikationsinstitutet för konventionen mot kemiska vapen vid Helsingfors universitet och professor i farmaceutisk kemi där 1996–2003. Hon deltog i det internationella samarbetet mot kemiska vapen, bland annat inom ramarna för nedrustningskonferensen i Genève (1984–1992), FN:s specialkommission UNSCOM (1991–1999) och UNMOVIC (2000–2003).

### Uppslagsverk
- Rautio, Marjatta i Uppslagsverket Finland (webbupplaga, 2012). CC-BY-SA 4.0